# Caged Heat
Caged Heat, også kendt som Renegade Girls, er en film fra 1974 skrevet og instrueret af Jonathan Demme i dennes første film som instruktør.
Filmen er en "kvinder-i-fængsel-film" og har Juanita Brown, Roberta Collins, Erica Gavin, Ella Reid, Rainbeaux Smith og Barbara Steele i hovedrollerne.
John Cale skrev og indspillede musikken til filmens soundtrack, som også guitaristen Mike Bloomfield medvirkede på.
To senere film, Caged Heat II: Stripped of Freedom (1994) og Caged Heat 3000 (1995), gjorde brug af navnet Caged Heat og temaet om kvinder i fængsel, men er ikke relateret til den originale film.

## Handling
Jacqueline Wilson (spillet af Erica Gavin) er dømt for narkobesiddelse og er indsat i et kvindefængsel. Hun og flere medfanger bliver udsat for ubehageligheder fra en af fængselfunktionærerne (spillet af Barbara Steele).

## Medvirkende
- Erica Gavin som Jacqueline Wilson
- Juanita Brown som Maggie
- Roberta Collins som Belle Tyson
- Ella Reid som Pandora
- Cheryl Smith som Lavelle (som Rainbeaux Smith)
- Warren Miller som Dr. Randolph
- Barbara Steele som Superintendent McQueen
- Crystin Sinclaire som Alice 'Crazy Alice' (som Lynda Gold)
- Mickey Fox som Bernice
- Toby Carr Rafelson som Pinter (som Tobi Carr Refelson)
- Ann Stockdale som Bonnie
- Irene Stokes som Hazel

## Produktion
Jonathan Demme havde tidligere produceret to film for New World Pictures. Han ønskede at blive instruktør og skrev et manuskript til New World Pictures, der dog ikke ønskede at finansiere filmen, da studiet tidligere havde produceret film over samme tema og mente, at markedet for denne type film var mættet. Det lykkedes Demme at skaffe finansieringen på egen hånd, og New World Pictures indvilligede i at distribuere filmen.

## Modtagelse
Filmen var Jonathan Demmes debut som filminstruktør. New World Pictures mente, at studiets tidligere "kvinder-i-fængsel"-film manglede noget, så han bad Demme om at skabe et manuskript, der ville bringe noget nyt til genren. Corman ønskede dog også, at Caged Heat skulle bevare det noget af den vold og nøgenhed, som publikum for denne genre forventede.
Jonathan Demme introducerede nye aspekter til Caged Heat, herunder en satirisk tilgang, ligesom han gjorde den sadistiske fangevogter til en kvinde i stedet for en mand. I mindre grad inkorporerede Demme også elementer af liberal politik, feminisme og social bevidsthed i sit manuskript. På grund af alle disse nye elementer introduceret til "kvinder-i-fængslet"-genren, og på grund af filmens status som Demmes første spillefilm, anser nogle filmkritikere den for at være mere interessant end de almindelige kvinder-i-fængsel-film.

## Yderligere læsning
- Bliss, Michael og Banks, Christina: What Goes Around Comes Around: The Films of Jonathan Demme (1996):ISBN 0-8093-1984-5